# Gilocourt
Gilocourt est une commune française située dans le département de l'Oise en région Hauts-de-France.

## Géographie

### Communes limitrophes
|        |                       |           |
| Orrouy | Gilocourt             | Morienval |
|        | Béthancourt-en-Valois | Feigneux  |

### Hydrographie

#### Réseau hydrographique
La commune est située dans le bassin Seine-Normandie. Elle est drainée par l'Automne et le cours d'eau 01 de Gervalle,,.
L'Automne, d'une longueur de 34 km, prend sa source dans la commune de Villers-Cotterêts et se jette  dans l'Oise (rive gauche) à Longueil-Sainte-Marie, après avoir traversé 19 communes. 

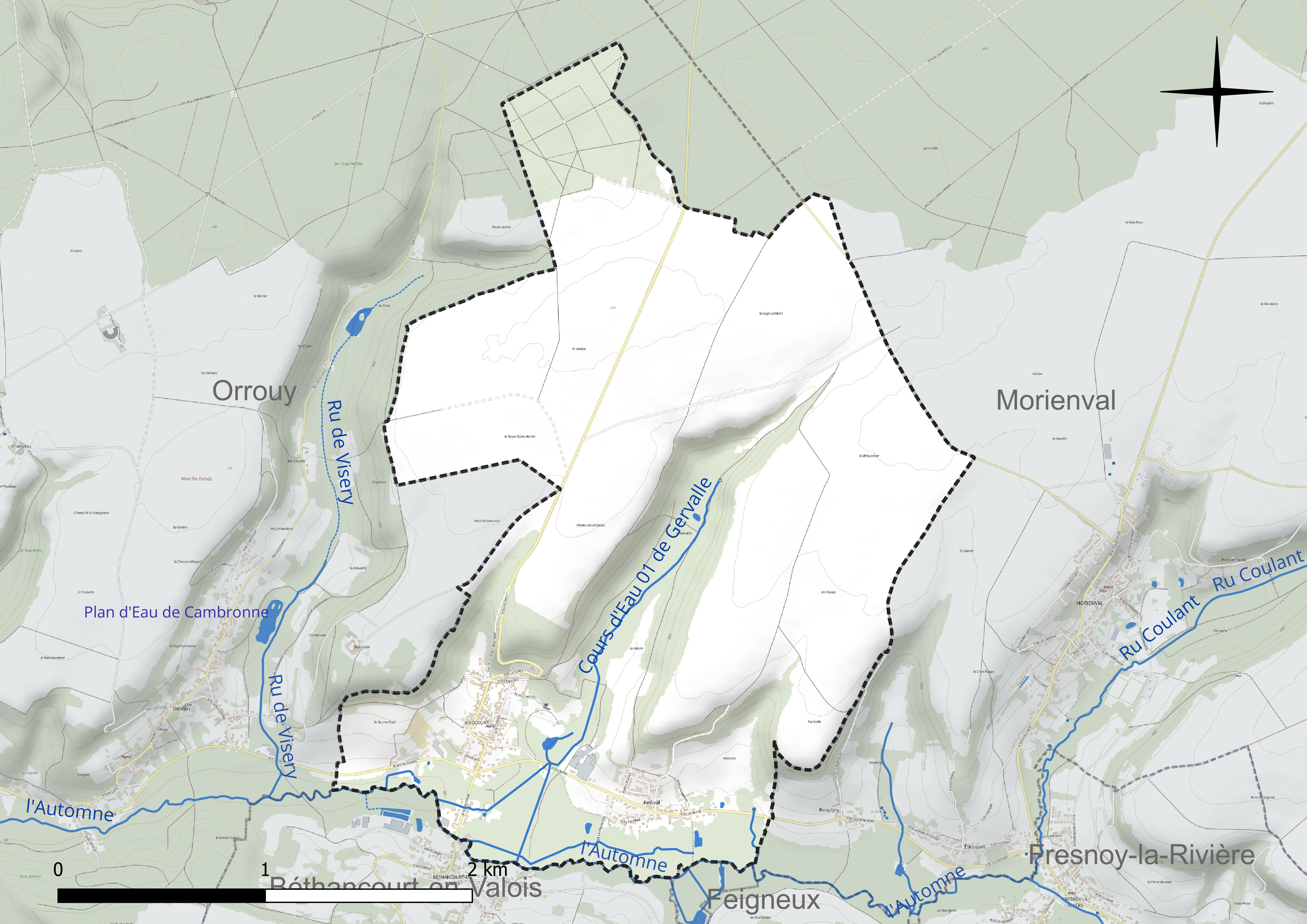
Réseau hydrographique de Gilocourt.

#### Gestion et qualité des eaux
Le territoire communal est couvert par le schéma d'aménagement et de gestion des eaux (SAGE) « Sensée ». Ce document de planification concerne un territoire de 287 km2 de superficie, délimité par le bassin versant de l'Automne. Le périmètre a été arrêté le 28 mai 1996 et le SAGE proprement dit a été approuvé le 16 décembre 2003 puis révisé le 10 mars 2016. La structure porteuse de l'élaboration et de la mise en œuvre est le syndicat d'aménagement et de gestion des eaux du Bassin Automne (S.A.G.E.B.A). 
La qualité des cours d'eau peut être consultée sur un site dédié géré par les agences de l'eau et l'Agence française pour la biodiversité. 

### Climat
Pour des articles plus généraux, voir Climat des Hauts-de-France et Climat de l'Oise.
En 2010, le climat de la commune est de type climat océanique dégradé des plaines du Centre et du Nord, selon une étude du CNRS s'appuyant sur une série de données couvrant la période 1971-2000. En 2020, Météo-France publie une typologie des climats de la France métropolitaine dans laquelle la commune est dans une zone de transition entre le climat océanique et le climat océanique altéré et est dans la région climatique  Nord-est du bassin Parisien, caractérisée par un ensoleillement médiocre, une pluviométrie moyenne régulièrement répartie au cours de l'année et un hiver froid (3 °C). 
Pour la période 1971-2000, la température annuelle moyenne est de 10,8 °C, avec une amplitude thermique annuelle de 14,8 °C. Le cumul annuel moyen de précipitations est de 709 mm, avec 11,4 jours de précipitations en janvier et 8,1 jours en juillet. Pour la période 1991-2020, la température moyenne annuelle observée sur la station météorologique la plus proche, située sur la commune de Margny-lès-Compiègne à 16 km à vol d'oiseau, est de 11,2 °C et le cumul annuel moyen de précipitations est de 633,5 mm,. Pour l'avenir, les paramètres climatiques de la commune estimés pour 2050 selon différents scénarios d'émission de gaz à effet de serre sont consultables sur un site dédié publié par Météo-France en novembre 2022.

## Urbanisme

### Typologie
Au 1er janvier 2024, Gilocourt est catégorisée commune rurale à habitat dispersé, selon la nouvelle grille communale de densité à sept niveaux définie par l'Insee en 2022.
Elle est située hors unité urbaine. Par ailleurs la commune fait partie de l'aire d'attraction de Paris, dont elle est une commune de la couronne,. 

### Occupation des sols
L'occupation des sols de la commune, telle qu'elle ressort de la base de données européenne d'occupation biophysique des sols Corine Land Cover (CLC), est marquée par l'importance des territoires agricoles (65,6 % en 2018), une proportion sensiblement équivalente à celle de 1990 (65,4 %). La répartition détaillée en 2018 est la suivante : 
terres arables (60,1 %), forêts (30,1 %), zones agricoles hétérogènes (5,4 %), zones urbanisées (4,3 %). L'évolution de l'occupation des sols de la commune et de ses infrastructures peut être observée sur les différentes représentations cartographiques du territoire : la carte de Cassini (XVIIIe siècle), la carte d'état-major (1820-1866) et les cartes ou photos aériennes de l'IGN pour la période actuelle (1950 à aujourd'hui).

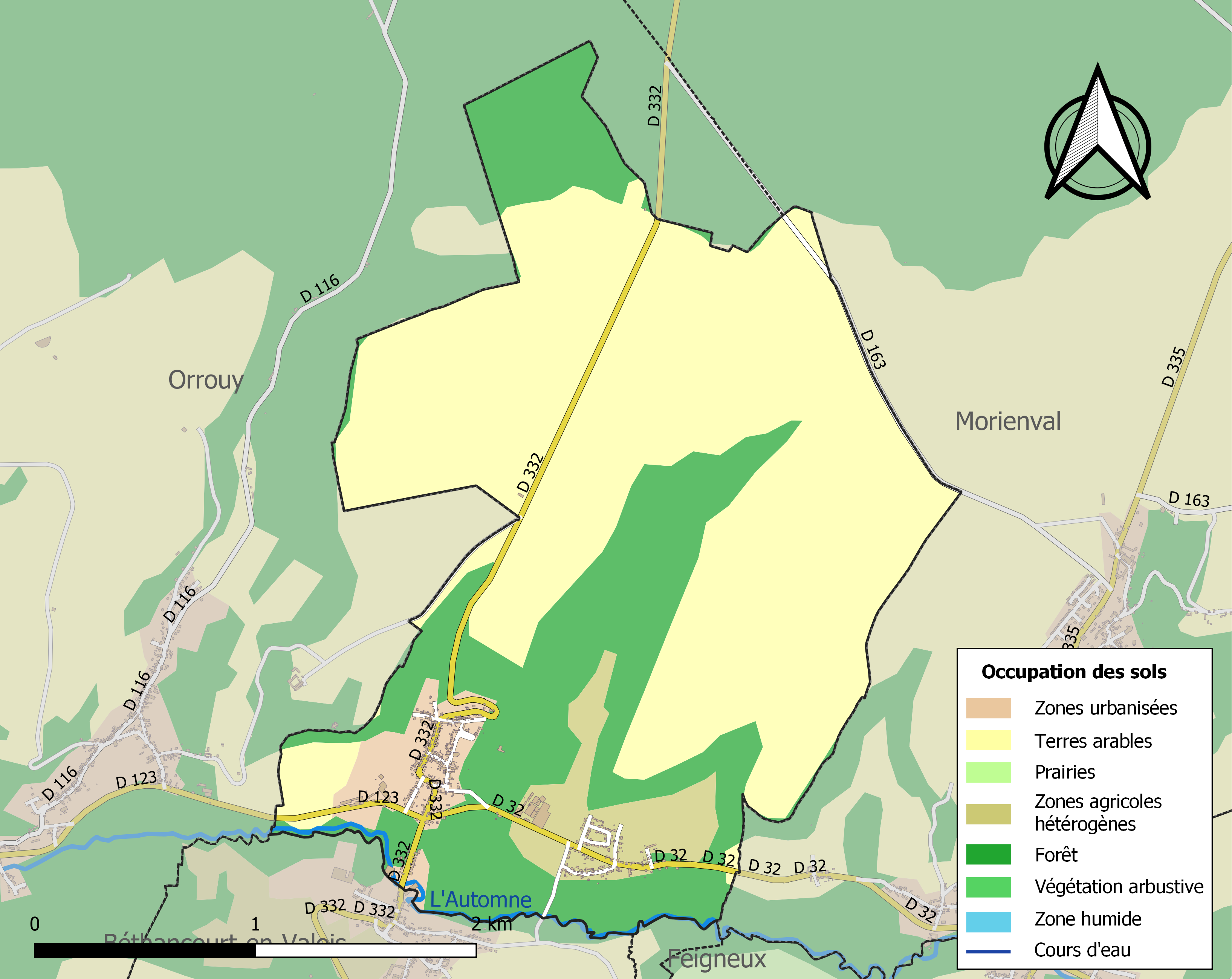
Carte des infrastructures et de l'occupation des sols de la commune en 2018 (CLC).

### Voies de communication et transports
La commune est desservie, en 2023, par les lignes 656, 657 et 6446 du réseau interurbain de l'Oise.

## Toponymie
Gislondicurtis, Egidiicurtum, Gillocour, Gillocourt (1836).

## Histoire
Gilocourt comprenait autrefois les seigneuries de Champlieu, Orrouy, et Donneval. Celle-ci fut saisie en 1783 par Pierre Joseph Henon, ancien contrôleur des guerres. La famille de Monchy, originaire de Compiègne, en devint propriétaire[réf. nécessaire].
Une tradition locale veut que le roi Henry IV ait couché dans une auberge de Gilocourt et qu'il y ait échappé à un assassinat[réf. nécessaire].
Durant la Guerre de Trente Ans, la population fut décimée en 1652 par le prince de Condé[réf. nécessaire].
L'église fut dévastée sous la Terreur en 1793[réf. nécessaire].
La commune, instituée lors de la Révolution française, absorbe fugacement de 1825 à 1835 celle de Béthancourt-en-Valois.

## Politique et administration

### Rattachements administratifs et électoraux
La commune se trouve dans l'arrondissement de Senlis du département de l'Oise. Pour l'élection des députés, elle fait partie depuis 1988 de la cinquième circonscription de l'Oise.
Elle fait partie depuis 1801 du canton de Crépy-en-Valois. Dans le cadre du redécoupage cantonal de 2014 en France, ce canton, dont la commune est toujours membre, est modifié, mais toujours avec 25 communes.

### Intercommunalité
La commune est membre de la communauté de communes du pays de Valois, créée fin 1996.

### Liste des maires
| Période                                  | Période                        | Identité               | Étiquette | Qualité                                          |
| ---------------------------------------- | ------------------------------ | ---------------------- | --------- | ------------------------------------------------ |
| Les données manquantes sont à compléter. |                                |                        |           |                                                  |
| août 1817                                | novembre 1819                  | Étienne Meunier        |           | Chevalier de la Légion d'honneur                 |
| 1900                                     | 1908                           | Honoré Hippolyte Gloux |           |                                                  |
| 1908                                     | 1912                           | Henri Avez             |           |                                                  |
| 1919                                     | mars 1931                      | Eugène Ruelle          |           |                                                  |
| avril 1931                               | 1953                           | Paul Thieux            |           |                                                  |
| 1959                                     | 1965                           | Hervé Mevel            |           |                                                  |
| 1971                                     | 1977                           | Denise Rivière         |           |                                                  |
| Les données manquantes sont à compléter. |                                |                        |           |                                                  |
| 1983                                     | 1989                           | Henri Poreaux          |           |                                                  |
| 1989                                     | 1995                           | Saillard               |           |                                                  |
| juin 1995                                | En cours (au 4 septembre 2014) | Michel Cassa           |           | Retraité agricole Réélu pour le mandat 2014-2020 |

## Population et société

### Démographie

#### Évolution démographique
L'évolution du nombre d'habitants est connue à travers les recensements de la population effectués dans la commune depuis 1793. Pour les communes de moins de 10 000 habitants, une enquête de recensement portant sur toute la population est réalisée tous les cinq ans, les populations de référence des années intermédiaires étant quant à elles estimées par interpolation ou extrapolation. Pour la commune, le premier recensement exhaustif entrant dans le cadre du nouveau dispositif a été réalisé en 2004.

En 2022, la commune comptait 629 habitants, en évolution de −5,41 % par rapport à 2016 (Oise : +0,87 %, France hors Mayotte : +2,11 %).
| 1793 | 1800 | 1806 | 1821 | 1831 | 1836 | 1841 | 1846 | 1851 |
| ---- | ---- | ---- | ---- | ---- | ---- | ---- | ---- | ---- |
| 504  | 563  | 566  | 572  | 797  | 590  | 609  | 636  | 589  |

| 1856 | 1861 | 1866 | 1872 | 1876 | 1881 | 1886 | 1891 | 1896 |
| ---- | ---- | ---- | ---- | ---- | ---- | ---- | ---- | ---- |
| 556  | 502  | 519  | 518  | 518  | 519  | 501  | 507  | 514  |

| 1901 | 1906 | 1911 | 1921 | 1926 | 1931 | 1936 | 1946 | 1954 |
| ---- | ---- | ---- | ---- | ---- | ---- | ---- | ---- | ---- |
| 506  | 485  | 499  | 456  | 452  | 467  | 444  | 390  | 384  |

| 1962 | 1968 | 1975 | 1982 | 1990 | 1999 | 2004 | 2006 | 2009 |
| ---- | ---- | ---- | ---- | ---- | ---- | ---- | ---- | ---- |
| 354  | 329  | 322  | 434  | 543  | 580  | 590  | 588  | 603  |

| 2014 | 2019 | 2022 | - | - | - | - | - | - |
| ---- | ---- | ---- | - | - | - | - | - | - |
| 636  | 631  | 629  | - | - | - | - | - | - |

#### Pyramide des âges
La population de la commune est relativement jeune.
En 2018, le taux de personnes d'un âge inférieur à 30 ans s'élève à 36,6 %, soit en dessous de la moyenne départementale (37,3 %). À l'inverse, le taux de personnes d'âge supérieur à 60 ans est de 19,8 % la même année, alors qu'il est de 22,8 % au niveau départemental.
En 2018, la commune comptait 323 hommes pour 319 femmes, soit un taux de 50,31 % d'hommes, légèrement supérieur au taux départemental (48,89 %).
Les pyramides des âges de la commune et du département s'établissent comme suit.
| Hommes | Classe d’âge | Femmes |
| ------ | ------------ | ------ |
| 0,3    | 90 ou +      | 0,0    |
| 4,4    | 75-89 ans    | 3,2    |
| 15,5   | 60-74 ans    | 16,2   |
| 22,7   | 45-59 ans    | 23,6   |
| 19,9   | 30-44 ans    | 21,0   |
| 16,7   | 15-29 ans    | 15,9   |
| 20,5   | 0-14 ans     | 20,1   |

| Hommes | Classe d’âge | Femmes |
| ------ | ------------ | ------ |
| 0,5    | 90 ou +      | 1,4    |
| 5,5    | 75-89 ans    | 7,6    |
| 15,6   | 60-74 ans    | 16,3   |
| 20,8   | 45-59 ans    | 20     |
| 19,4   | 30-44 ans    | 19,4   |
| 17,6   | 15-29 ans    | 16,2   |
| 20,6   | 0-14 ans     | 19,1   |

### Enseignement
Les enfants de la commune sont scolarisés par un regroupement pédagogique intercommunal qui regroupe Gilocourt, Béthancourt-en-Valois, Glaignes, Orrouy. Le syndicat scolaire a décidé de le transformer en regroupement pédagogique concentré à l'échéance 2020, pour lequel il prévoit de construire à Orrouy 900 m² de locaux scolaires,.

## Culture locale et patrimoine

### Lieux et monuments
Gilocourt ne compte qu'un seul monument historique sur son territoire, l'église Saint-Martin et le cimetière qui l'entoure.
Depuis l'extérieur, elle apparaît comme un édifice de style presque exclusivement gothique flamboyant. L'importance de la surface vitrée et les réseaux très soignés sont à souligner. En revanche, il n'y a qu'un petit clocher en charpente, et la façade occidentale donnant sur la rue est bien austère, malgré l'élégant portail de style gothique primitif. Il annonce une nef du même style, qui n'a jamais été voûtée et dont les fenêtres latérales sont murées, mais qui séduit toujours par ses grandes arcades d'un profil complexe, qui retombent sur des faisceaux de trois colonnettes à chapiteaux de chaque côté.
Les bas-côtés sont plus larges que d'habitude, surtout celui du sud, et inondés de lumière. Les parties orientales sont purement flamboyantes, bien qu'englobant encore des structures plus anciennes. Le vaisseau central du chœur et ses bas-côtés sont voûtés à la même hauteur, qui est bien plus modeste que celle de la nef, et forment ensemble un espace liturgique largement unifié, sans aucun cloisonnement. Contrairement aux églises à clocher central, le sanctuaire est bien visible depuis les bas-côtés de la nef. Également remarquable est le plan trapézoïdal, avec deux travées triangulaires flanquant la dernière travée du sanctuaire, qui se termine par un chevet plat. L'église a été restaurée en 2009.
On peut également signaler : 
- le château de Gilocourt et son parc[31] ;
- la place du Château et monument aux morts ;
- le Lavoir couvert, rue du Lavoir (RD 32) ;
- la stèle commémorative de Robert Dumont, chef de groupe FFI tombé pour la libération de Gilocourt.

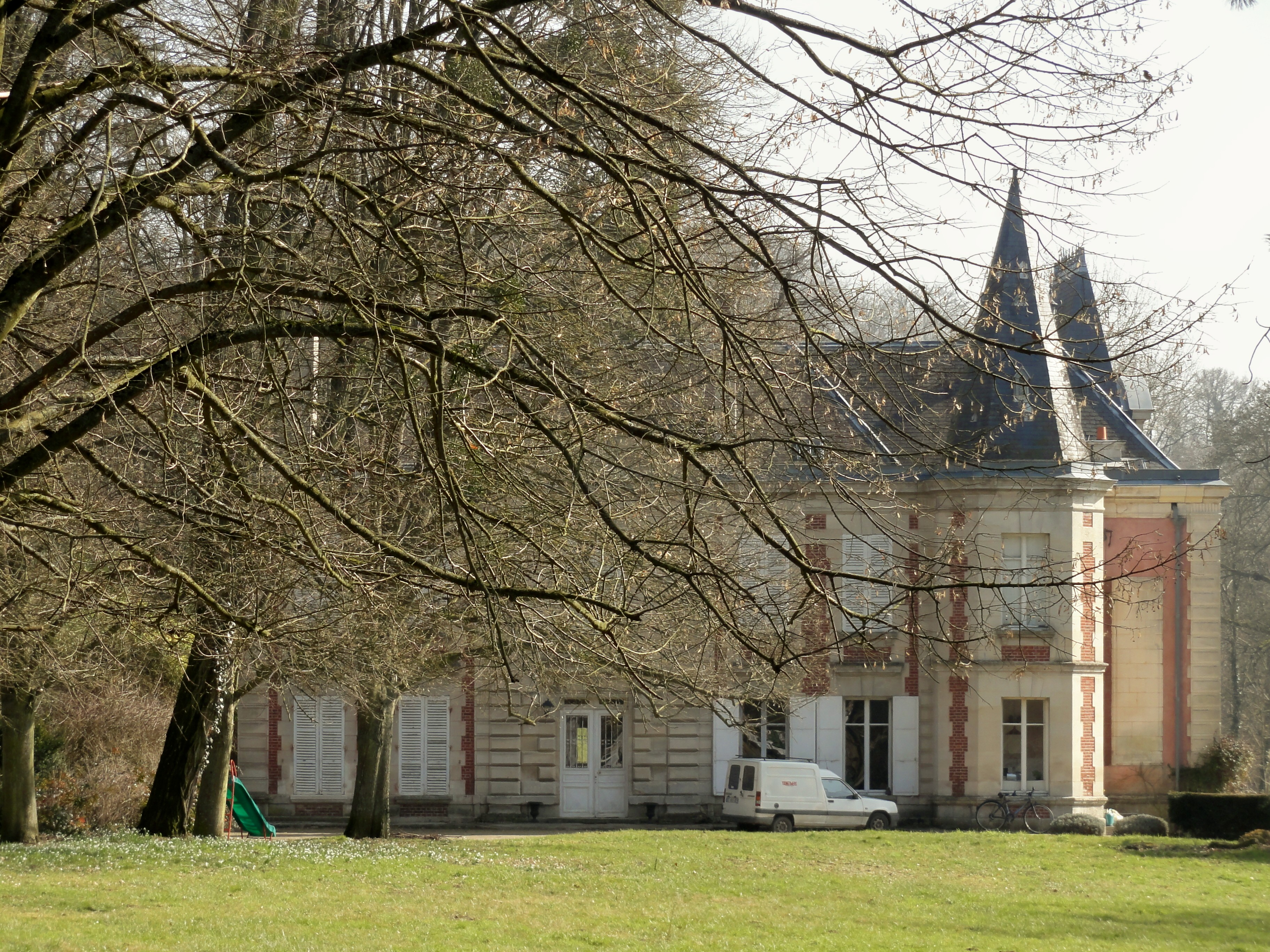
Le château de Gilocourt.
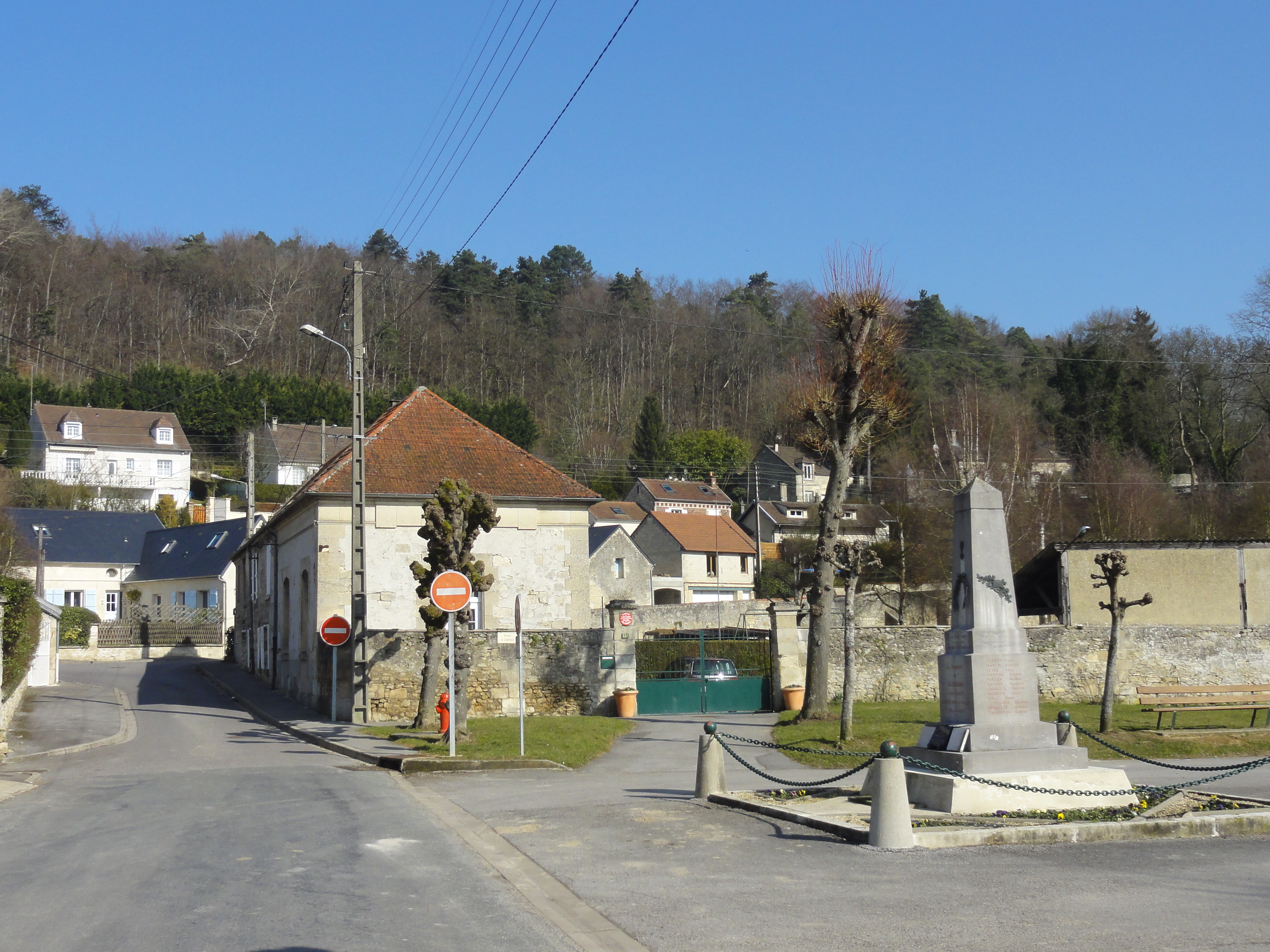
Le monument aux morts.
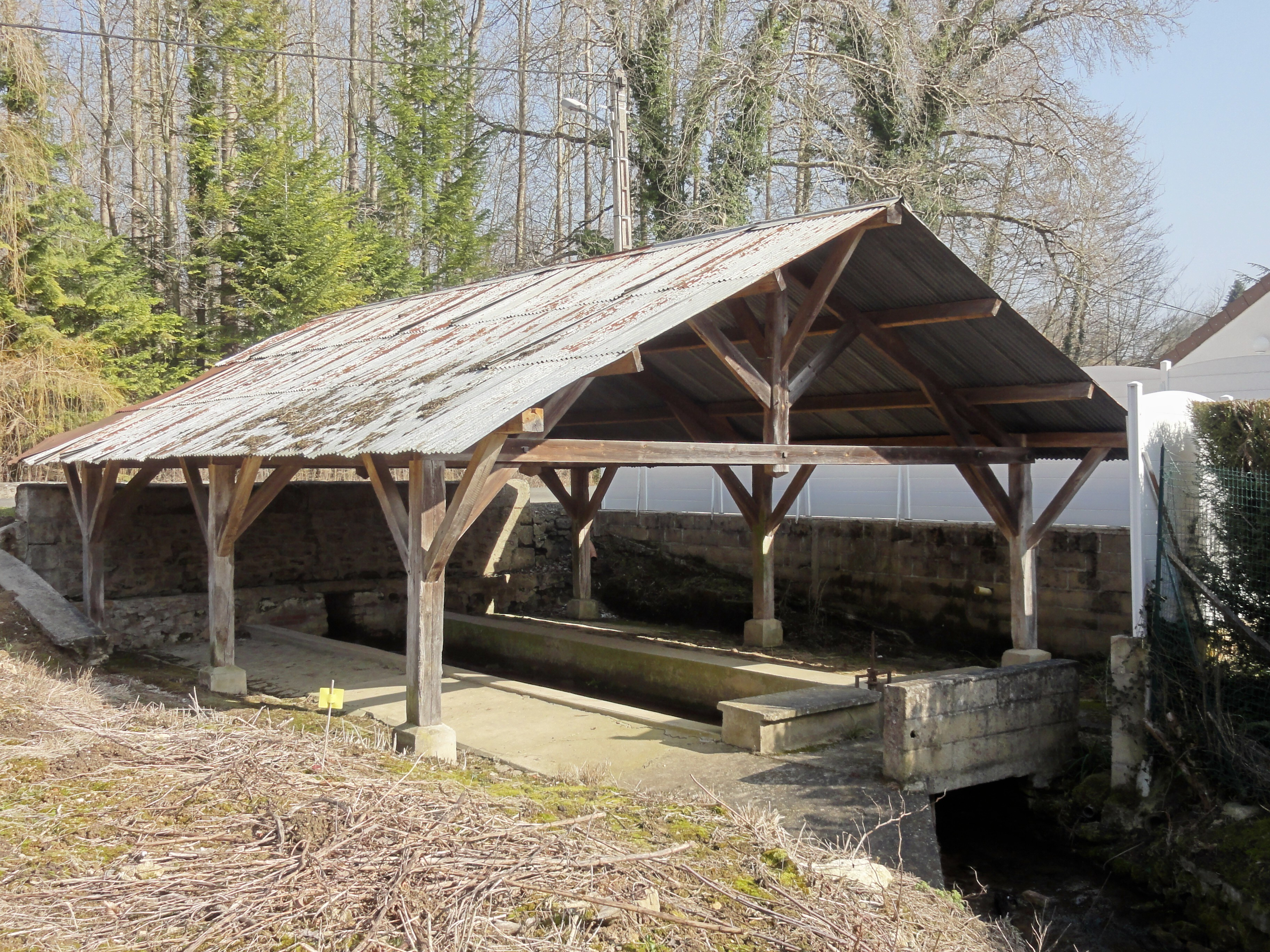
Le lavoir couvert.

### Personnalités liées à la commune
Depuis 1885, la famille Drucker à travers la fabrication de meubles artisanaux en rotin et cannage est célèbre dans le monde entier. Elle équipe grâce à ses 27 salariés en 2017, la grande majorité des terrasses des bars, brasseries et restaurants.